# Tim Sandtler
Tim Sandtler (* 20. Februar 1987 in Bochum) ist ein deutscher Rennfahrer.

## Karriere
Sandtler begann seine Motorsportkarriere 1997 im Kartsport, in dem er bis 2002 aktiv war. 2003 wechselte Sandtler in den Formelsport und startete bei zwei Rennen der deutschen Formel Renault. 2004 wechselte Sandtler in die deutsche Formel BMW. Nachdem er in seiner Debütsaison den 17. Gesamtrang belegt hatte, erzielte er 2005 drei Podest-Platzierungen und verbesserte sich auf Platz neun der Gesamtwertung. 2006 wechselte der Nachwuchsrennfahrer in die Formel-3-Euroserie zum französischen Rennstall Signature-Plus. Mit einem Punkt belegte er am Saisonende den 18. Platz in der Fahrerwertung. 2007 blieb Sandtler in der Formel-3-Euroserie und ging für Jo Zeller Racing an den Start. Diese Saison gelang es dem Bochumer acht Punkte zu erzielen und er belegte den 16. Gesamtrang.
2008 verließ Sandtler die Formel-3-Euroserie und wechselte in die internationale Formel Master zum tschechischen Team ISR Racing. Mit einem dritten Platz als bestes Resultat belegte er am Saisonende den 14. Gesamtrang. Seinen Teamkollegen Filip Salaquarda hatte er dabei deutlich im Griff. 2009 erhielt der Deutsche kein Cockpit für die komplette Saison und so musste er sich mit Gaststarts in der Formel-3-Euroserie und im deutschen Formel-3-Cup zufriedengeben.
Im Frühjahr 2019 wurde Sandtler zu Testfahrten vom 10Q Racing Team aus Augsburg eingeladen. Darauf folgten mehrere erfolgreiche Einsätze u. a. auf einem AMG GT4 auf der Nürburgring Nordschleife. Für 2020 ist zusammen mit dem 10Q Racing Team ein Einsatz in der VLN Langstreckenmeisterschaft geplant.

## Karrierestationen
- 1997–2002: Kartsport
- 2003: Deutsche Formel Renault
- 2004: Deutsche Formel BMW (Platz 17)
- 2005: Deutsche Formel BMW (Platz 9)
- 2006: Formel-3-Euroserie (Platz 18)
- 2007: Formel-3-Euroserie (Platz 16)
- 2008: Internationale Formel Master (Platz 14)
- 2009: Deutscher Formel-3-Cup (Platz 15); Formel-3-Euroserie

## Persönliches
Sandtler absolviert ein Maschinenbau-Studium an der Ruhr-Universität Bochum.